# Уилям Бевъридж
Барон Уилям Хенри Бевъридж е английски икономист, член на Либералната партия. Известен е със своя Доклад Бевъридж.

## Биография
Роден на 5 март 1879 в Британска Индия (днешен Бангладеш).
След като завършва университет става адвокат. Интересува се от социални услуги. Промотира безплатните обеди в училищата и пенсиите за възрастни. Той е един от хората, въвели помощите за безработни. През Първата световна война ръководи мобилизирането на войници.
След войната е посветен в рицарство и става секретар на Министерството на продоволствието. От 1919 до 1937 г. е директор на Лондонското училище по икономика и политически науки. Става член на Фабианското общество, което е било голяма част от елита на Великобритания – аристократи и интелектуалци. Те са последователи на социализма. Известни други представители са Уелс, Шоу, а по-късно дори и Оруел. Помагал е на учени, които са изгубили позиции заради религия или раса по времето на националсоциализма.
Бил е много деен като член на лейбъристите и дори става им лидер в Камарата на лордовете. Увлича се по евгениката. Съпругата му се казва Джеси Джанет и се женят през 1942 г.
Умира в дома си на 16 март 1963 г. в Англия и последните му думи са „Имам 1000 неща да свърша“.